# Anii 520
Secole: Secolul al V-lea - Secolul al VI-lea - Secolul al VII-lea
Decenii: Anii 470 Anii 480 Anii 490 Anii 500 Anii 510 - Anii 520 - Anii 530 Anii 540 Anii 550 Anii 560 Anii 570
Ani: 520 | 521 | 522 | 523 | 524 | 525 | 526 | 527 | 528 | 529

## Vezi și
- Listă de conducători de stat din 520 - Listă de conducători de stat din 529